# Thomas Webster
Thomas Webster  (Orkney, 1773 – Londres, 26 de dezembro de 1844) foi um arquiteto e geólogo britânico.

## Vida
Webster frequentou a escola em Aberdeen e estudou arquitetura e agricultura em Londres. Seguiram-se viagens de estudo na Inglaterra e França. Projetou a Royal Institution na Albemarle Street, onde trabalhou desde 1779 e ministrou as Royal Institution Christmas Lectures em 1830.
Como geólogo explorou a geologia (terciário, jurássico, cretáceo) da Ilha de Wight (que influenciou as seções correspondentes na descrição de Henry Englefield publicada em 1816) e outras partes do sul da Inglaterra, como Hampshire e Dorset (por exemplo, Ilha de Portland, Ilha de Purbeck). De 1812 a 1826 foi curador, bibliotecário e desenhista da Sociedade Geológica de Londres, cujos Transactions ele editou e cujo secretário foi de 1819 a 1827, e em 1841/1842 foi o primeiro professor de geologia da University College London.
Um mineral foi nomeado em sua homenagem (Websterite), e denominado mais tarde aluminita.